# Extremaduriska
| Wikipedia | Wikipedia har en upplaga på Extremaduriska. |

Extremaduriska (estremeñu) är ett utdöende iberoromanskt språk som talas företrädesvis i den spanska regionen Extremadura och provinsen Salamanca.
Extremaduriskan är vanligtvis indelad i tre olika dialekter, nord- eller "hög"- extremaduriska, (artu estremeñu), central- eller "medel"- extremaduriska (meyu estremeñu) och syd- eller "låg"- extremaduriska, (bahu estremeñu). Nordextremaduriskan som vanligtvis anses som det "riktiga" eller ordentliga språket, talas i den nordvästra delen av Extremadura, och sydväst om Salamanca, en provins som tillhör regionen Kastilien-Leon. Central- och sydextremaduriskan talas i Extremadura och i provinserna Huelva och Sevilla, i Andalusien och är åtminstone sedan 1700-talet sedda som spanska dialekter.
I den portugisiska staden Barrancos nära spanska gränsen, talas en extramadurisk dialekt som blandats med portugisiskan och kallas barranquenhu, "barranquianska". Tidigare fanns en variant av nordextremaduriskan som talades i regionen Salamanca, palra d'El Rebollal, som nästan helt dött i dag.